# Plectrohyla quecchi
A Plectrohyla quecchi a kétéltűek (Amphibia) osztályának békák (Anura) rendjébe és a levelibéka-félék (Hylidae) családjába, azon belül a Hylinae alcsaládba tartozó faj.

## Előfordulása
A faj Guatemala endemikus faja. Természetes élőhelye  szubtrópusi vagy trópusi nedves síkvidéki erdők, szubtrópusi vagy trópusi nedves hegyvidéki erdők, folyók. A fajt élőhelyének elvesztése fenyegeti.